# 森田博士
森田 博士（もりた ひろし、1967年8月7日 - ）は、NHKの英語アナウンサー。放送では「Hiro Morita」と名乗っている。

## 人物
東京都で生まれ、十代で父親の転勤に伴い渡米。オハイオ州で大学院修了まで過ごす。NHKにディレクターとして採用になるが、その後英語アナウンサーに。ニュースを中心に活動しながらも、英語による大相撲実況中継の第一人者として、毎場所で中継アナウンスを行っている。
日本相撲協会公式の英語話者向けYouTubeチャンネル「SUMO PRIME TIME」のメインキャストを務めている。

## エピソード
- 相撲だけでなくスポーツ全般に詳しく、ニュースや番組内でスポーツコーナーを持ち、自ら様々なスポーツを体験する体当たりリポートを行っている[3]。
- 「ニュースで英会話」にゲスト出演し、英語による大相撲中継の難しさと楽しさを語っている[3]。

## 担当番組

### 過去
- Radio Japan News
- Music Beat
- What's on Japan
- ASIA 7 DAYS
- 広島・長崎平和式典中継

### 現在
- NHK NEWSLINE
  - Direct Talk（英語・MC）
- GRAND SUMO Highlights
- 大相撲中継（英語・副音声）